# 김봉수 (테니스 선수)
김봉수(金奉洙, 1960년 1월 30일~)은 대한민국의 전직 테니스 선수이다.